# Helmut Menzel
Helmut Menzel (* 26. Juni 1935) ist ein ehemaliger deutscher Fußballspieler. Der Defensivspieler hat in der Debütsaison der Fußball-Bundesliga, 1963/64, für Preußen Münster 16 Ligaspiele absolviert.

## Karriere
Menzel spielte bereits in der Jugend bei Preußen Münster und später in deren Amateurmannschaft. Zur Saison 1961/62 wurde er in den Oberligakader aufgenommen, kam aber im Rundenverlauf zu keinem Ligaeinsatz. In der Saison 1962/63, der letzten der alten erstklassigen Oberliga, bestritt er für Münster ein Oberligaspiel. Er debütierte am 3. November 1962 bei einem 2:0-Heimerfolg gegen den Wuppertaler SV in der Oberliga. Er bildete zusammen mit Heinz-Rüdiger Voß das Verteidigerpaar und Stammverteidiger Helmut Tybussek half in der Läuferreihe aus. Im Jahr darauf, in der ersten Saison der Bundesliga, brachte er es auf 16 Einsätze in der Liga und ein Spiel im DFB-Pokal. Sein erstes Spiel in der Bundesliga absolvierte er am 23. November 1963 bei einem 2:2-Heimremis gegen den FC Schalke 04. In mehreren seiner 16 Bundesligaeinsätze wurde er offiziell als Stürmer aufgeführt, war aber tatsächlich in der Verteidigung im Einsatz. Im damals angewandten WM-System wurde wenn eine Mannschaft mit verstärkter Abwehr auflief, ein Spieler aus dem Fünfer-Angriff für das „Doppelstopper-System“ nach hinten gezogen.  
Nachdem Münster abgestiegen war, absolvierte er in der darauffolgenden Saison noch neun Spiele in der Regionalliga West. Ob er tatsächlich auch noch in der Spielzeit 1968/69 in vier weiteren Regionalligapartien berücksichtigt wurde, ist laut Literaturlage umstritten. Im Regionalligabuch von Nöllenheidt wird neben Helmut Menzel ein zweiter Spieler namens Wenzel (ohne Vornamen) mit vier Einsätzen 1968/69 notiert. Im Gegensatz dazu führen Karn und Rehberg in dieser Saison Helmut Menzel mit vier weiteren Spielen auf. Aus den Aufstellungen bei Nuttelmann zur Saison 1968/69 in der Regionalliga West kann man aber feststellen, dass zum Beispiel am 11. Mai 1969, dem 34. Rundenspieltag, bei einer 1:5-Auswärtsniederlage von Münster beim Bonner SC ein Torhüter Menzel aufgelaufen war. Da auch in den Spielen gegen Eintracht Duisburg (26. Januar 1969) und Eintracht Gelsenkirchen (4. Mai 1969) jeweils eine Torhüterauswechslung zwischen Stammtorhüter Horst Bertram und einem Ersatztorhüter Menzel stattgefunden hat, spricht schon vieles gegen das Auflaufen des langjährigen Verteidigers Helmut Menzel. Im Saisonsonderheft 1968/69 der Sport-Illustrierten vom 5. August 1968 aus München ist auf Seite 51 beim Spieleraufgebot von Preußen Münster, kein Spieler namens Menzel aufgeführt.   
Im März 1977 löste Menzel seinen ehemaligen Mitspieler bei Preußen Münster Falk Dörr als Trainer des ASC Schöppingen ab. Mit Schöppingen wurde er Meister der Landesliga Westfalen. 1978 wurde er durch Martin Rattka abgelöst.

## Nachweise
1. ↑  Achim Nöllenheidt (Hrsg.): Fohlensturm am Katzenbusch. Die Geschichte der Regionalliga West 1963–1974, Band 2. Klartext Verlag. Essen 1995. ISBN 3-88474-206-X. S. 128
2. ↑  Harald Landefeld, Achim Nöllenheidt (Hrsg.): Helmut, erzähl mich dat Tor... Neue Geschichten und Porträts aus der Oberliga West 1947–1963. Klartext, Essen 1993, ISBN 3-88474-043-1, S. 148.
3. ↑  Achim Nöllenheidt (Hrsg.): Fohlensturm am Katzenbusch. Die Geschichte der Regionalliga West 1963–1974, Band 2. Klartext Verlag. Essen 1995. ISBN 3-88474-206-X. S. 128
4. ↑  Christian Karn, Reinhard Rehberg: Enzyklopädie des deutschen Ligafußballs. Band 9: Spielerlexikon 1963–1994. Bundesliga, Regionalliga, 2. Liga. AGON Sportverlag, Kassel 2012, ISBN 978-3-89784-214-4, S. 335.
5. ↑  Uwe Nuttelmann (Hrsg.): Regionalligen 1963–1974. 2. Teil: Regionalliga West und Regionalliga Süd. Jade 2002. ISBN 3-930814-28-5. S. 158

| Personendaten    | Personendaten            |
| ---------------- | ------------------------ |
| NAME             | Menzel, Helmut           |
| KURZBESCHREIBUNG | deutscher Fußballspieler |
| GEBURTSDATUM     | 26. Juni 1935            |